# Elkhund czarny
Elkhund czarny – jedna z ras psów, należąca do grupy szpiców i psów pierwotnych, zaklasyfikowana do sekcji północnych szpiców myśliwskich.

## Użytkowość
W swojej ojczyźnie jest wykorzystywany do polowań na łosie i niedźwiedzie, głównie przy wystawianiu myśliwemu zwierzyny. Potrafi wyczuć łosia z odległości wielu kilometrów.

## Wygląd

### Szata i umaszczenie
Całkowicie czarne, są dopuszczalne białe znaczenia na łapach i piersiach.

## Popularność
Psy tej rasy nie są spotykane w Polsce.